# Okręg wyborczy Avondale
Okręg wyborczy Avondale powstał w 1939 i wysyłał do południoworodezyjskiej, następnie rodezyjskiej, a od 1980 zimbabweńskiej r. Izby Zgromadzeń jednego deputowanego. Prawo kandydowania i głosowania przypadało w nim białym. Okręg znajdował się w Salisbury, na północ od centrum miasta. Został zlikwidowany w 1990 r.

## Deputowani do Izby Zgromadzeń z okręgu Avondale
- 1939 - 1946: Harry Bertin, Partia Zjednoczona
- 1946 - 1948: Albert Rubidge Washington Stumbles, Partia Liberalna
- 1948 - ?: John Richard Dendy Young, Partia Zjednoczona
- ? - 1964: Albert Rubidge Washington Stumbles, Partia Liberalna
- 1964–1970: Jack William Pithey, Front Rodezyjski
- 1970 - 1977: Collin Eric Barlow, Front Rodezyjski, od 1977 Partia Akcji Rodezji
- 1977 - 1979: Brian Stringer, Front Rodezyjski
- 1979 - 1990: John Alfred Landau, Front Rodezyjski, od 1985 Niezależna Grupa Zimbabwe, od 1987 Afrykański Narodowy Związek Zimbabwe